# 吳之芳
吴之芳（？年—？年），號慎旃，直隶宛平县籍，浙江山陰縣人。明朝政治人物。

## 生平
萬曆四十三年（1615年）中举，崇祯四年（1631年）辛未科進士。改庶吉士，六年授翰林院编修。九年任福建乡试主考官，十年管理起居注。